# برلمان صوماليلاند
برلمان صوماليلاند (بالإنجليزية: Parliament of Somaliland)‏ هي الهيئة التشريعية في صوماليلاند، تتكون من المجلس الأعلى مجلس الشيوخ
الذي يضم 82 مقعداً، والمجلس الأدنى مجلس النواب الذي يضم 82 مقعداً.
من المتوقع أن تجري أرض الصومال الانتخابات البرلمانية في 31 مايو 2021. ومن المتوقع أن تحل هذه الانتخابات محل البرلمان الذي استمر 10 سنوات والذي كان ينعقد منذ 2005.
تم انتخاب برلمان عام 2005 بموجب تفويض شامل للناخبين المسجلين، ومع اقتراب حملة التسجيل الحالية لعام 2021 من الاكتمال، من المتوقع أن تتجاوز قوائم الناخبين تلك الخاصة بعام 2005.